# 德米特羅·扎比爾琴科
德米特羅·亚历山德罗维奇·扎比爾琴科（烏克蘭語：Дмитро Олександрович Забірченко，1984年6月15日—），烏克蘭籃球運動員。他現在效力於烏克蘭籃球超級聯賽阿佐夫馬什籃球俱樂部。他也代表烏克蘭國家男子籃球隊參賽。